# كيم كوانغ سن
كيم كوانغ سن (مواليد 8 يونيو 1964) هو ملاكم كوري جنوبي، مثّل بلاده في الألعاب الأولمبية الصيفية في دورتي 1984 و1988.

## روابط خارجية
كيم كوانغ سن على موقع بوكس ريك (الإنجليزية) (registration required)
- كيم كوانغ سن على موقع اللجنة الأولمبية الدولية (الإنجليزية)
- كيم كوانغ سن على موقع أوليمبيديا (الإنجليزية)